# Regno russo
Regno russo o Zarato russo (in russo Русское царство?, Russkoe carstvo) fu il nome ufficiale del governo e dello Stato russo dall'assunzione del potere da parte dello zar Ivan IV nel 1547 all'avvento di Pietro il Grande fondatore dell'Impero russo nel 1721.
Quando questo stato esisteva, in Europa occidentale lo si chiamava generalmente "Moscovia" e così si continuò a fare fino a che le nazioni europee non riconobbero nel corso del Settecento il titolo imperiale assunto da Pietro il Grande. Nel XIX e XX secolo, invece, gli Occidentali hanno spesso chiamato questo stato "Impero russo" (nome che verrà invece assunto nel 1721), ritenendo che l'assunzione del titolo di "zar" equivalesse alla pretesa di essere gli eredi dell'Impero bizantino e di condividerne il rango imperiale.
Alcuni ricercatori russi considerano la diffusione del termine "Zarato moscovita" in Europa occidentale come risultato di interesse politico del Regno di Polonia, anche se Voltaire si riferì allo Zarato chiamandolo Moscovita nella sua opera Storia di Carlo XII, re di Svezia (1731). Il termine, comunque, è anche usato da storici russi ed è considerato da essi autenticamente russo.
Il Regno Russo non usava la "bandiera nazionale russa", ma la "bandiera imperiale", un'aquila bicipite dorata portante il blasone di san Vladimiro, su sfondo rettangolare giallo, insegna degli Zar.

## Il periodo dei torbidi 1589-1613
Ad Ivan IV, che aveva assunto per primo il titolo di Zar, succede il figlio Fëdor, mentalmente instabile. Il potere è, in realtà, nelle mani del cognato, il boiaro Boris Godunov. L'evento di maggior importanza del regno di Fëdor è l'elevazione di Mosca a patriarcato nel 1589; questo evento è il punto culminante nel processo di totale indipendenza della Chiesa ortodossa russa.
Nel 1598 Fëdor muore senza lasciare eredi ponendo così termine alla dinastia dei Rurik. Boris Godunov allora convoca uno Zemskij Sobor, un'assemblea di boiari, religiosi e borghesi che lo proclama Zar benché varie fazioni si rifiutino di riconoscere tale decisione.
Tra il 1601 ed il 1603 la Moscovia è colpita da una grave carestia che provoca notevoli sconvolgimenti interni; approfittando dei quali un uomo che afferma di essere Dimitri, il figlio di Ivan IV morto nel 1591, avanza le sue pretese al trono. Questo pretendente, che è ricordato come il Falso Dimitri I, ottiene l'appoggio della Confederazione polacco-lituana e marcia su Mosca raccogliendo seguaci tra i boiari dissidenti.
Gli storici hanno a lungo speculato su come Godunov avrebbe potuto superare questa crisi in quanto la sua morte, avvenuta nel 1605, non gli permise di eseguire nessuna azione. Come risultato il Falso Dimitri I entra a Mosca ed è incoronato Zar lo stesso anno, dopo aver fatto uccidere Fëdor II, figlio di Godunov. Immediatamente dopo questi fatti la Moscovia entra in un periodo di caos conosciuto come il periodo dei torbidi. La guerra civile che si scatena per il controllo del trono, tra le varie fazioni dei boiari, è aggravata dalle interferenze del Regno di Polonia e dell'Impero svedese e dal diffuso malcontento popolare.
Il Falso Dimitri I e la guarnigione polacca sono rovesciati ed un boiaro, Vassili Ščuiškij, viene proclamato Zar nel 1606. Il nuovo zar, per consolidare la sua posizione, si allea con l'Impero svedese. Come risposta la Polonia si allea con un Falso Dimitri II. Questo nuovo pretendente viene proclamato zar ed i polacchi occupano nuovamente Mosca. La presenza polacca porta ad un risorgere del nazionalismo tra i russi ed un nuovo esercito finanziato dai mercanti del nord e benedetto dalla chiesa ortodossa scaccia i polacchi. Nel 1609 la Polonia interviene ufficialmente (la precedente invasione era stata condotta con un esercito privato) e nel 1610 i boiari firmano un trattato di pace con cui riconoscono Ladislao, figlio del re di Polonia Sigismondo Vasa come zar. Le fazioni che si oppongono vengono sconfitte dell'esercito polacco nella battaglia di Klušino .
Nel 1612 i polacchi sono infine respinti definitivamente anche se riescono a mantenere alcuni territori compresa Smolensk. Nel 1613 una nuova assemblea proclama zar il boiaro Michele Romanov dando inizio ai 300 anni di regno di questa famiglia.

## Avvento dei Romanov
Nel 1613 sale al trono Michele Romanov, iniziatore della dinastia che reggerà la Russia sino alla rivoluzione del 1917.
Il primo obiettivo della nuova dinastia è il ristabilimento dell'ordine interno. Fortunatamente per la Moscovia i suoi maggiori nemici, Regno di Polonia e Impero svedese, sono impegnati in un aspro conflitto tra loro, cosa che le permette di sottoscrivere la pace con la Svezia nel 1617, trattato di Stolbovo, e di raggiungere una tregua con la Polonia nel 1619, firmando la pace di Deulino dopo la conclusione della guerra polacco-moscovita.
In seguito per riconquistare Smolensk e la regione circostante, nel 1632 scoppia la guerra di Smolensk che porterà al secondo assedio della città, che termina nel 1634 con uno Status quo ante bellum, sancito dal trattato di Poljanovka, che confermò il controllo del Voivodato di Smoleńsk da parte della Confederazione lituano-polacca.
Il re di Polonia Wladislaw IV, il cui padre e predecessore Sigismondo III era stato eletto zar dai boiari russi durante il Periodo dei torbidi, rinuncia a tutti i diritti ed al titolo in cambio della pace.
I primi Romanov sono governanti deboli. Sotto Michele gli affari dello stato sono in mano al padre dello zar, Filarete Romanov, che nel 1619 diviene patriarca della Chiesa ortodossa russa. In seguito suo figlio Alessio si appoggia al boiaro Boris Morozov per governare. Questi abusa della sua posizione facendosi appoggiare dal popolino e nel 1648 Alessio lo allontana in seguito ad una sollevazione della popolazione di Mosca.

## La nascita dell'aristocrazia statale
Il principio dell'autocrazia sopravvive al periodo dei torbidi ed al debole governo degli zar corrotti solo in forza della burocrazia del governo centrale. I funzionari governativi continuano a servire a prescindere dalla legittimazione del governante o da quale fazione di boiari controlli il trono. Nel corso del XVII secolo la burocrazia si espande drammaticamente. Il numero di dipartimenti governativi (prikazy) aumenta dai ventidue del 1613 agli ottanta della metà del secolo. Benché questo generi sovrapposizioni di potere e conflitti di giurisdizione, il potere centrale, attraverso i governatori provinciali, riesce comunque a controllare i vari gruppi sociali, il commercio, la produzione manifatturiera e spesso anche la Chiesa.

## Il codice del 1649 e l'introduzione della servitù della gleba
Il codice civile e penale introdotto nel 1649 è un buon esempio dell'aumentato controllo che lo stato possiede sulla società russa.
Nel secolo precedente si è progressivamente ridotta la possibilità per i contadini di passare da un signore ad un altro, il codice del 1649 ufficializza il vincolo dei contadini alla terra. Con questo atto lo stato sanziona la servitù della gleba rendendo reato il lasciare le terre del proprio signore. I nobili esercitano un controllo totale sui contadini che possono essere acquistati, venduti o ipotecati. I contadini vivono organizzati in comunità responsabili, verso il signore delle terre, del pagamento delle tasse e degli altri servizi.
Anche le classi medie urbane composte da mercanti ed artigiani, sono sottoposte a tassazione ed anche i loro membri non possono liberamente cambiare residenza. Tutti gli strati della popolazione vengono assoggettati al servizio militare ed al pagamento delle tasse straordinarie. Vincolando la maggior parte della popolazione della Moscovia al domicilio il codice del 1649 subordina il popolo agli interessi dello stato.
Sotto i Romanov non si manifestano più crisi gravi come quella del periodo dei torbidi. Il potere degli zar riesce ad aver ragione della piccola nobiltà e delle jacqueries (sollevazioni contadine) ed estende verso sud la propria sfera di influenza.

## Guerra russo-polacca
Nel 1653 la debolezza ed il disordine in cui si trova la Polonia a causa della guerra contro i cosacchi convincono Alessio che è giunto il tempo di recuperare i territori russi in mano ai polacchi ormai da secoli. Il 1º ottobre 1653 un'assemblea nazionale si riunisce a Mosca per sanzionare la guerra e nell'aprile 1654 l'esercito è benedetto da Nikon (ora patriarca di tutta la Chiesa ortodossa russa). La campagna del 1654 è un trionfo ininterrotto e numerose città compresa l'importante fortezza di Smolensk cadono nelle mani dei russi.
Durante la guerra l'atamano ucraino Bohdan Chmel'nyc'kyj chiede allo zar aiuto e protezione contro il Regno di Polonia e firma il trattato di Perejaslav che legherà l'Ucraina alla Russia sino al 1991.
Nel gennaio 1655 la sconfitta nella battaglia di Ochmativ arresta l'avanzata russa ma nell'estate dello stesso anno l'improvvisa entrata in guerra dell'Impero svedese guidata da Carlo X mette completamente fuori gioco la Polonia. I russi, senza trovare resistenza occupano tutto ciò che non è ancora stato occupato dagli svedesi e quando infine la Polonia accetta di negoziare la pace la richiesta minima di Alessio è l'intero Granducato di Lituania.
Fortunatamente per i polacchi lo zar di Russia ed il re di Svezia iniziano a questionare tra loro sulla divisione delle spoglie dello sconfitto ed alla fine del maggio 1656 Alessio, incitato dall'imperatore e da altri nemici della Svezia dichiara guerra a Carlo X.
La guerra contro la Svezia inizia con molte speranze che vengono però presto vanificate. Dorpat viene conquistata ma tutti i tentativi in direzione di Riga falliscono; nel medesimo tempo la Polonia si riprende e torna ad essere un nemico pericoloso come la Svezia.
Rendendosi conto dell'impossibilità di combattere su due fronti Alessio decise di cercare una composizione con la Svezia. Con la pace di Kardis (2 luglio 1661) la Russia rinuncia a tutte le conquiste effettuate durante la guerra.
La guerra con la Polonia si trascina ancora per sei anni per concludersi con una tregua, formalmente della durata di trent'anni, a cui seguono trattative per una pace duratura.
Con la pace di Andrusovo (11 febbraio 1667) Vicebsk, Polack e la Livonia polacca ritornano alla Polonia, ma Smolensk e Kiev rimangono in mano ai russi insieme a tutta la riva orientale del Dnepr.
Questo trattato è una realizzazione di Atanasij Orduin-Naščokin, il primo diplomatico e cancelliere russo in senso moderno che diviene primo ministro dello zar dalla caduta in disgrazia di Nikon fino al 1670 quando viene sostituito dall'egualmente abile Artamon Matveev la cui influenza domina gli ultimi anni del regno di Alessio I.
L'acquisto dell'Ucraina non fu tuttavia semplice per la Russia, che subito deve affrontare un grande moto di ribellione (1667-1671), guidato dal cosacco Stepan Timofeevič Razin (detto Stenka).

## La rivolta capeggiata da Sten'ka Razin
Razin suscita l'entusiasmo delle masse contadine promettendo che, eliminati i nobili, i boiari e i funzionari governativi, avrebbe fondato una comunità egualitaria, ispirata a principi libertari. Sten'ka Razin è catturato e ucciso nel 1671. Il moto di Stenka, come altri analoghi precedenti e successivi, ha la sua causa oggettiva nelle condizioni intollerabili dei contadini, sottoposti a vincoli di servaggio sempre più pesanti, per i quali non vi è speranza di libertà se non nella ribellione, o nella fuga verso le regioni periferiche dell'impero dove l'autorità effettiva degli zar è quasi inesistente. Il lavoro servile, del resto, è alla base di tutte le attività produttive ed edilizie, che solo in piccola parte sono affidate a lavoratori liberi stipendiati, e sono, per lo più, svolte dai contadini dipendenti direttamente dallo stato, da reclute dell'esercito, da criminali comuni condannati ai lavori forzati.

## Verso l'impero
Sulla strada delle riforme imposte dall'alto, che sarebbe stata percorsa con successo da Pietro il Grande, si pone per prima la sorella Sofia, reggente dal 1682 decisa ad usurpare il potere. Il disegno di Sofia era però destinato ad infrangersi di fronte alla reazione del giovanissimo zar, che nel 1689 la costringe ad abbandonare la reggenza e a ritirarsi in convento.

## Zar
- Ivan IV (1533 - 1584)
- Fëdor I (1584 - 1598)
- Boris Godunov (1598 - 1605)
- Fëdor II (1605)
- Falso Dimitri I (1605 - 1606)
- Vassili IV (1606 - 1610), contestato dal Falso Dimitri II di Russia
- Ladislao IV di Polonia (1610 - 1613), contestato dal Falso Dimitri III di Russia

- Michele I (1613 - 1645)
- Alessio I (1645 - 1676)
- Fëdor III (1676 - 1682)
- Ivan V (1682 - 1696) (insieme al fratello Pietro I)
- Pietro I (1696 - 1721)